# Trelins
Trelins és un municipi francès situat al departament del Loira i a la regió d'Alvèrnia-Roine-Alps. L'any 2007 tenia 567 habitants.

## Demografia

### Població
El 2007 la població de fet de Trelins era de 567 persones. Hi havia 220 famílies de les quals 44 eren unipersonals (12 homes vivint sols i 32 dones vivint soles), 92 parelles sense fills, 72 parelles amb fills i 12 famílies monoparentals amb fills.
La població ha evolucionat segons el següent gràfic:
Habitants censats

### Habitatges
El 2007 hi havia 268 habitatges, 226 eren l'habitatge principal de la família, 31 eren segones residències i 10 estaven desocupats. 258 eren cases i 10 eren apartaments. Dels 226 habitatges principals, 176 estaven ocupats pels seus propietaris, 45 estaven llogats i ocupats pels llogaters i 5 estaven cedits a títol gratuït; 1 tenia una cambra, 5 en tenien dues, 24 en tenien tres, 78 en tenien quatre i 118 en tenien cinc o més. 98 habitatges disposaven pel capbaix d'una plaça de pàrquing. A 81 habitatges hi havia un automòbil i a 131 n'hi havia dos o més.

### Piràmide de població
La piràmide de població per edats i sexe el 2009 era:
| Homes | Edats   | Dones |
| ----- | ------- | ----- |
| 0     | 95 o +  | 0     |
| 0     | 90 a 94 | 4     |
| 0     | 85 a 89 | 0     |
| 4     | 80 a 84 | 0     |
| 4     | 75 a 79 | 12    |
| 4     | 70 a 74 | 8     |
| 16    | 65 a 69 | 28    |
| 20    | 60 a 64 | 20    |
| 12    | 55 a 59 | 16    |
| 4     | 50 a 54 | 8     |
| 36    | 45 a 49 | 20    |
| 24    | 40 a 44 | 24    |
| 20    | 35 a 39 | 32    |
| 16    | 30 a 34 | 32    |
| 8     | 25 a 29 | 12    |
| 8     | 20 a 24 | 24    |
| 16    | 15 a 19 | 16    |
| 36    | 10 a 14 | 24    |
| 8     | 5 a 9   | 16    |
| 8     | 0 a 4   | 8     |

## Economia
El 2007 la població en edat de treballar era de 366 persones, 275 eren actives i 91 eren inactives. De les 275 persones actives 257 estaven ocupades (138 homes i 119 dones) i 18 estaven aturades (8 homes i 10 dones). De les 91 persones inactives 35 estaven jubilades, 31 estaven estudiant i 25 estaven classificades com a «altres inactius».

### Ingressos
El 2009 a Trelins hi havia 242 unitats fiscals que integraven 636,5 persones, la mediana anual d'ingressos fiscals per persona era de 17.015 €.

### Activitats econòmiques
Dels 21 establiments que hi havia el 2007, 2 eren d'empreses alimentàries, 1 d'una empresa de fabricació de material elèctric, 1 d'una empresa de fabricació d'altres productes industrials, 4 d'empreses de construcció, 6 d'empreses de comerç i reparació d'automòbils, 1 d'una empresa d'hostatgeria i restauració, 1 d'una empresa d'informació i comunicació, 1 d'una empresa de serveis, 1 d'una entitat de l'administració pública i 3 d'empreses classificades com a «altres activitats de serveis».
Dels 10 establiments de servei als particulars que hi havia el 2009, 3 eren tallers de reparació d'automòbils i de material agrícola, 2 lampisteries, 1 electricista, 3 perruqueries i 1 restaurant.
Dels 2 establiments comercials que hi havia el 2009, 1 era una carnisseria i 1 una botiga d'electrodomèstics.
L'any 2000 a Trelins hi havia 19 explotacions agrícoles que ocupaven un total de 300 hectàrees.

## Equipaments sanitaris i escolars
L'únic equipament sanitari que hi havia el 2009 era una ambulància.
El 2009 hi havia una escola elemental.

## Poblacions més properes
El següent diagrama mostra les poblacions més properes.